# The Typewriter
The Typewriter è un particolare brano strumentale scritto da Leroy Anderson nel 1950, ed eseguito per la prima volta dalla Boston Pops Orchestra.
Il titolo si riferisce al fatto che per eseguire il brano è necessaria una macchina per scrivere, da utilizzare sul palco: la tastiera, il campanello che segnala il raggiungimento della fine della riga, e la leva per andare a capo, producono la maggior parte delle note che compongono il brano, benché Anderson abbia dimostrato che al posto della leva per andare a capo è possibile utilizzare uno shekere. La macchina da scrivere è stata modificata in modo che funzionino solo due tasti; benché si possa pensare che per "suonare" una macchina da scrivere serva un dattilografo, Anderson ha detto che solo un percussionista esperto possiede la necessaria flessibilità del polso.
È stato definito "Il brano di repertorio orchestrale più intelligente e spiritoso".
Il brano è stato utilizzato nel film con Jerry Lewis Dove vai sono guai! (1963). Il programma satirico The News Quiz di Radio 4 ha adottato il brano come sigla. La versione originale per MS-DOS del programma Mavis Beacon Teaches Typing! suonava una parte del brano alla partenza. Per decine di anni il brano è stato tema di apertura per il radiogiornale settimanale di Israel Radio, che è trasmesso nel suo "Network B" ("Reshet Bet") ogni sabato mattina. È stato anche utilizzato come sigla dei titoli di testa nella serie TV tedesca Büro, Büro, e nel film d'animazione australiano Mary and Max di Adam Elliot del 2009.